# Giuseppe Marini (aviatore 1915)
Giuseppe Marini (Adrara San Martino, 21 luglio 1915 – Borjas Blancas, 24 dicembre 1938) è stato un militare e aviatore italiano, decorato di Medaglia d'oro al valor militare alla memoria nel corso della guerra civile spagnola.È ricordato nel monumento dei caduti adraresi.

## Biografia
Nacque a Adrara San Martino, provincia di Bergamo, il 21 luglio 1915. Dopo aver frequentato la 6ª classe delle Scuole elementari, lavorò per qualche tempo con il padre nell'attività commerciale di famiglia, e quindi nell'aprile 1936 si arruolò nella Regia Aeronautica in qualità di aviere. Conseguito alcuni mesi dopo il brevetto di pilota civile frequentò la Scuola di pilotaggio di Foggia, e promosso sergente  ottenne il brevetto di pilota militare. Trattenuto in servizio a domanda presso il 6º Stormo Caccia Terrestre, nel marzo 1938 fu assegnato all'Aviazione Legionaria e mandato a combattere nella guerra di Spagna, assegnato alla 25ª Squadriglia C.T. Si distinse in combattimento venendo decorato con la medaglia di bronzo al valor militare e trasferito in servizio permanente effettivo per merito di guerra. Cadde in azione a Borjas Blancas il 24 dicembre 1938, e fu decorato con la medaglia d'oro al valor militare alla memoria.

### Fonti
1. 1 2 3 4 5  Combattenti Liberazione.
2. 1 2  Gruppo Medaglie d'Oro al Valor Militare 1965, p. 343.
3. 1 2  Ufficio Storico dell'Aeronautica Militare 1969, p. 95.
4. ↑  Medaglie d'oro al valor militare sul sito della Presidenza della Repubblica